# Star Trek: New Frontier
Star Trek: New Frontier este o serie de romane științifico-fantastice din universul Star Trek. Seria a fost creată de John J. Ordover și Peter David și a fost publicată de Pocket Books. Ideea a fost de a se crea o serie de cărți Star Trek cu proprie continuitate și nu una care este inspirată din emisiunile pentru televiziune. Aproape fiecare poveste din această serie îl are co-creator pe Peter David.
Star Trek: New Frontier prezintă aventurile căpitanului Mackenzie Calhoun și ale echipajului său la bordul navei Federației USS Excalibur.